# Joel Toppen
Joel Toppen är en amerikansk speldesigner knuten till brädspelsföretaget GMT Games. Han är främst känd inom konfliktspelshobbyn för sin "First Nation"-serie. I denna serie spel behandlas Nordamerikas historia ur ursprungsbefolkningens perspektiv, något som är ett ovanligt grepp inom konfliktspelsindustrin. De hittills utgivna spelen i serien är Navajo Wars och Comanchería. I samband med produktionen av spelen gjorde han omfattande efterforskningar om navajos och comanchernas historia. Han har även levt nära navajo i delstaten Montana i över två decennier. Toppen har även varit med och utvecklat flera av GMT:s spel, bland annat i den populära COIN-serien.